# Pyrrhosoma nymphula
Pyrrhosoma nymphula е вид водно конче от семейство Coenagrionidae. Видът не е застрашен от изчезване.

## Разпространение и местообитание
Разпространен е в Австрия, Албания, Андора, Беларус, Белгия, Босна и Херцеговина, България, Великобритания (Северна Ирландия), Германия, Грузия, Гърнси, Гърция, Дания, Джърси, Естония, Иран, Ирландия, Испания, Италия (Сицилия), Латвия, Литва, Люксембург, Ман, Мароко, Нидерландия, Норвегия, Полша, Португалия, Северна Македония, Румъния, Русия, Словакия, Словения, Сърбия, Турция, Украйна, Унгария, Финландия, Франция, Хърватия, Черна гора, Чехия, Швейцария и Швеция.
Среща се на надморска височина от -6 до 729,2 m.

## Описание
Популацията на вида е стабилна.